# Daydreams in a Blackout (album)
Daydreams in a Blackout is het zevende studioalbum van DI-RECT uit 2014. Het is het laatste album met toetsenist Vince van Reeken in de gelederen. Van het album zijn twee singles uitgebracht.

## Nummers
| 1.                 | Invincible              | 3:50 |
| 2.                 | Yeah Yeah Yeah          | 4:36 |
| 3.                 | First Time              | 4:43 |
| 4.                 | You & I                 | 6:06 |
| 5.                 | That Would Be Something | 5:23 |
| 6.                 | All In Vain             | 4:06 |
| 7.                 | Out In The Wild         | 6:15 |
| 8.                 | Daydreams In A Blackout | 3:44 |
| 9.                 | Paper Plane             | 3:49 |
| 10.                | Here's To The Love      | 6:55 |
| 11.                | Where We Belong         | 4:00 |
| Totale duur: 53:31 |                         |      |

## Bezetting
- Marcel Veenendaal - zang
- Frans van Zoest - gitaar
- Vince van Reeken - toetsen
- Bas van Wageningen - basgitaar
- Jamie Westland - drums